# Genista cadasonensis
Genista cadasonensis là một loài thực vật có hoa trong họ Đậu. Loài này được Vals. miêu tả khoa học đầu tiên.